# Station Loriol
Station Loriol is een spoorwegstation in de Franse gemeente Loriol-sur-Drôme.